# Ciocana

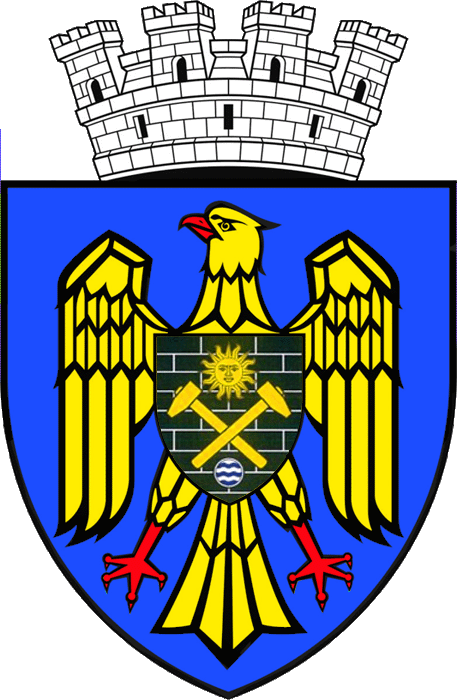
Wappen

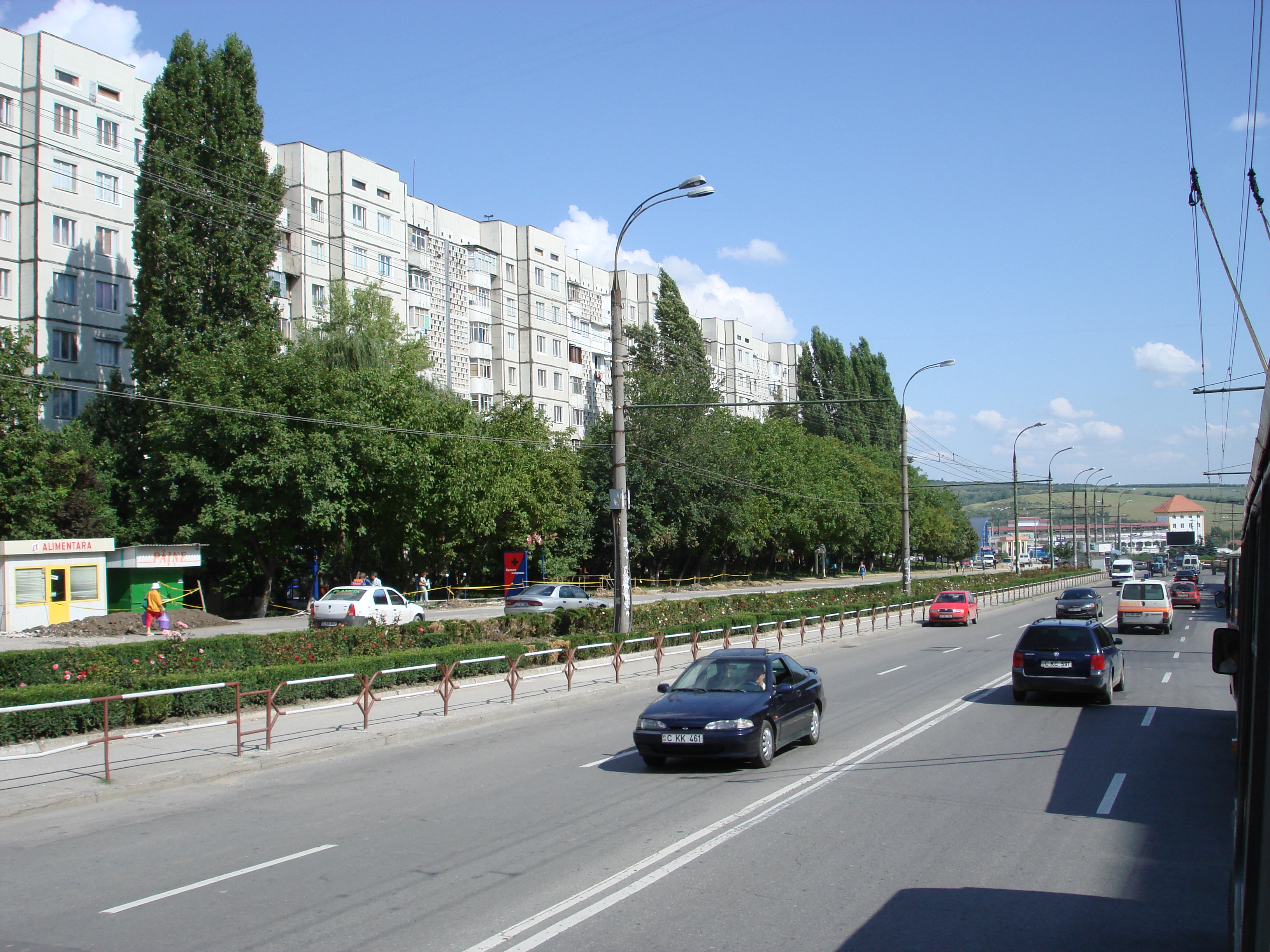
Wohnhäuser in Ciocana

Ciocana ist ein Bezirk der moldauischen Hauptstadt Chișinău. Bei der Volkszählung 2004 hatte er 101.834 Einwohner.
Durch den Südwesten des Bezirks fließt die Bîc.

## Geschichte
Ciocana entstand auf dem Gebiet der ehemaligen Siedlungen Ciocana Nouă (Neu-Ciocana) und Ciocana Veche (Alt-Ciocana). Die erste urkundliche Erwähnung datiert auf das Jahr 1757. Zu einem Bezirk von Chișinău wurde Ciocana 1959. In den 1960er Jahren begann eine rege Bautätigkeit. Neben mehrstöckigen Wohnhäusern entstanden öffentliche Gebäude und eine Reihe bedeutender Industriebetriebe. Viele Wohnungen fanden jedoch auf Grund der geringen Löhne keine Mieter.